# الخوير (البيضاء)

تعديل مصدري - تعديل

الخوير هي إحدى قرى عزلة ال هصيص بمديرية البيضاء التابعة لمحافظة البيضاء، بلغ تعداد سكانها 239 نسمة حسب تعداد اليمن لعام 2004.